# 荒輪井町
荒輪井町（あらわいちょう）は、愛知県名古屋市中村区の地名。荒輪井町1丁目および荒輪井町2丁目。住居表示未実施。

## 地理
名古屋市中村区西部に位置する。東は稲葉地町、西は稲西町、北は稲葉地町に接する。

## 歴史

### 地名の由来
稲葉地町の旧字に由来する。

### 沿革
- 1960年（昭和35年）1月25日 - 中村区岩塚町字東之割および稲葉地町字五反田・字荒輪井の各一部により同区荒輪井町1丁目が、岩塚町字東之割・字一色前西の割および稲葉地町字荒輪井の各一部により同区荒輪井町2丁目がそれぞれ成立[1]。
- 1965年（昭和40年）9月29日 - 2丁目の一部が稲西町および稲葉地町5丁目にそれぞれ編入される[4]。

## 世帯数と人口
2019年（平成31年）2月1日現在の世帯数と人口は以下の通りである。
| 町丁     | 世帯数  | 人口    |
| -------- | ------- | ------- |
| 荒輪井町 | 661世帯 | 1,191人 |

### 人口の変遷
国勢調査による人口の推移
| 1960年（昭和35年） | 1,079人 | [ 5 ]     |  |
| 1965年（昭和40年） | 1,118人 | [ 5 ]     |  |
| 1970年（昭和45年） | 1,158人 | [ 6 ]     |  |
| 1975年（昭和50年） | 772人   | [ 6 ]     |  |
| 1980年（昭和55年） | 2,098人 | [ 7 ]     |  |
| 1985年（昭和60年） | 2,084人 | [ 7 ]     |  |
| 1990年（平成2年）  | 1,891人 | [ 8 ]     |  |
| 1995年（平成7年）  | 1,693人 | [ 9 ]     |  |
| 2000年（平成12年） | 1,529人 | [ WEB 6 ] |  |
| 2005年（平成17年） | 1,467人 | [ WEB 7 ] |  |
| 2010年（平成22年） | 1,377人 | [ WEB 8 ] |  |
| 2015年（平成27年） | 1,261人 | [ WEB 9 ] |  |

## 学区
市立小・中学校に通う場合、学校等は以下の通りとなる。また、公立高等学校に通う場合の学区は以下の通りとなる。
| 番・番地等 | 小学校               | 中学校               | 高等学校 |
| ---------- | -------------------- | -------------------- | -------- |
| 全域       | 名古屋市立稲西小学校 | 名古屋市立豊正中学校 | 尾張学区 |

## 施設
- 名古屋市営荒輪井荘[2]
- 荒輪井保育園[3]
- 荒輪井公園[2]

- 荒輪井荘
- 荒輪井公園

## その他

### 日本郵便
- 郵便番号 : 453-0848[WEB 3]（集配局：中村郵便局[WEB 12]）。

### 文献
1. 1 2  中村区制施行50周年記念事業実行委員会記念誌編集委員会 1987, p. 441.
2. 1 2 3 4  「角川日本地名大辞典」編纂委員会 1989, p. 1496.

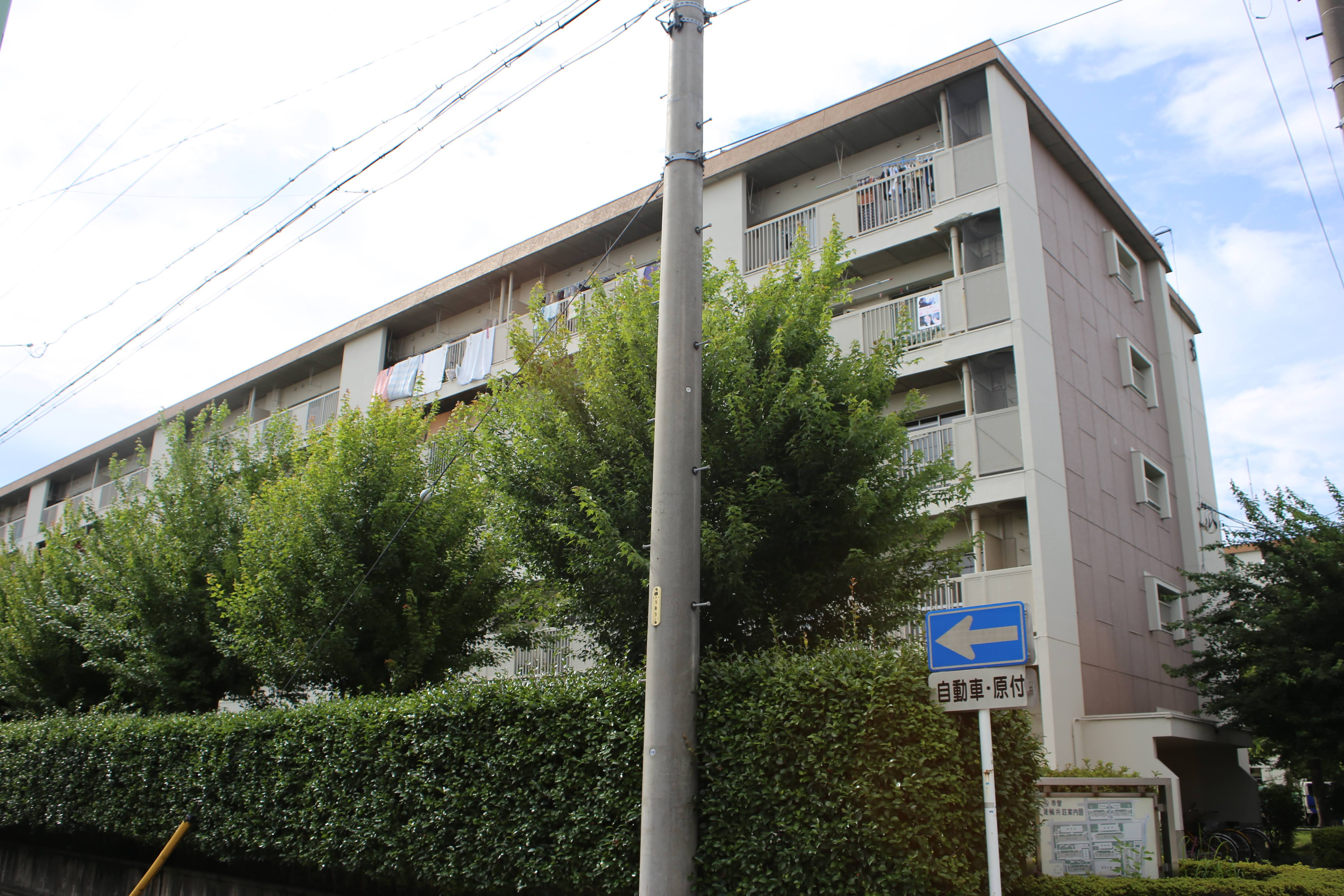
荒輪井荘
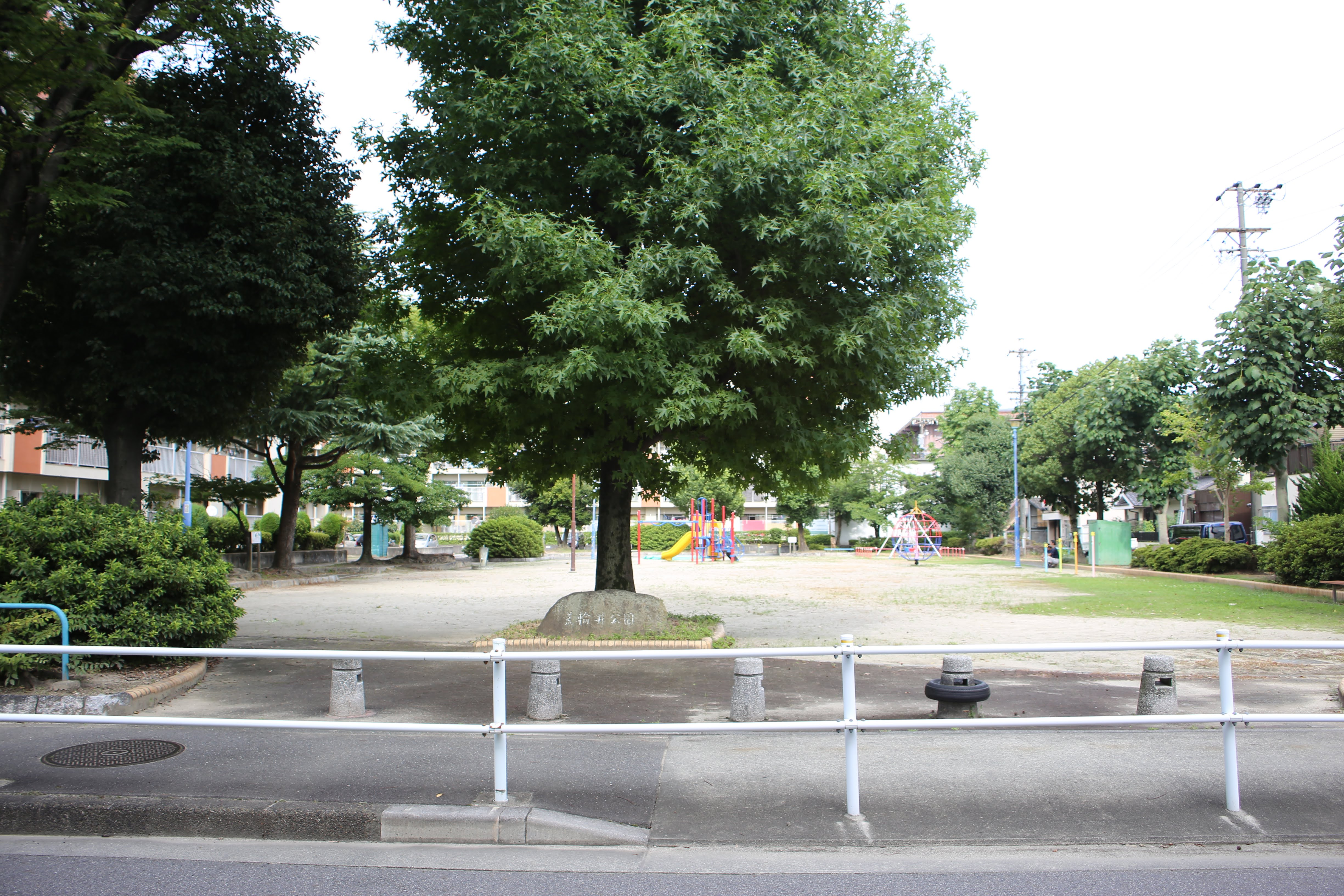
荒輪井公園

3. 1 2  名古屋市計画局 1992, p. 248.
4. ↑  中村区制施行50周年記念事業実行委員会記念誌編集委員会 1987, p. 442.
5. 1 2  名古屋市総務局企画部統計課 1967, p. 73.
6. 1 2  名古屋市総務局統計課 1977, p. 47.
7. 1 2  名古屋市総務局統計課 1986, p. 46.
8. ↑  名古屋市総務局企画部統計課 1991, p. 26.
9. ↑  名古屋市総務局企画部統計課 1996, p. 71.

### 統計資料
- 名古屋市総務局企画室統計課 編『昭和31年版 名古屋市統計年鑑』名古屋市、1957年。全国書誌番号:51004953。
- 名古屋市総務局企画部統計課 編『昭和41年版 名古屋市統計年鑑』名古屋市、1967年。全国書誌番号:51004953。
- 名古屋市総務局統計課 編『昭和51年版 名古屋市統計年鑑』名古屋市、1977年。全国書誌番号:77007026。
- 名古屋市総務局統計課 編『昭和60年国勢調査 名古屋の町・丁目別人口（昭和60年10月1日現在）』名古屋市役所、1986年。
- 名古屋市総務局企画部統計課 編『平成2年国勢調査 名古屋の町（大字）別・年齢別人口（平成2年10月1日現在）』名古屋市役所、1994年。全国書誌番号:94045412。
- 名古屋市総務局企画部統計課 編『平成7年国勢調査 名古屋の町（大字）・丁目別人口（平成7年10月1日現在）』名古屋市役所、1996年。全国書誌番号:96059807。